# Mohsen Mostafawi
Mohsen Mostafawi (pers. محسن مصطفوی; ur. 1997) – irański zapaśnik walczący w stylu wolnym. Brązowy medalista mistrzostw Azji w 2022 roku.